# Vidar Magnussen
Vidar Magnussen (* 6. Dezember 1977 in Bergen) ist ein norwegischer Schauspieler, Komiker, Drehbuchautor und Regisseur.

## Leben
Magnussen studierte von 2000 bis 2004 an der Webber Douglas Academy of Dramatic Arts in London. Im Jahr 2006 spielte er seine erste norwegische Theaterrolle im Ibsen-Drama Hedda Gabler. Anschließend spielte er unter anderem 2008 in Les Misérables, 2011 in Jungelboka und 2014 in Hamlet mit. Für seine Rolle in Shockheaded Peter gewann er 2014 eine Auszeichnung beim norwegischen Theaterpreis Heddaprisen. Magnussen war 2014 als Moderator beim Comedy-Preis Komiprisen tätig, wo er schließlich auch selbst eine Auszeichnung für seinen Auftritt in Shockheaded Peter gewann. Im Jahr 2017 gab er mit der Aufführung von The Book of Mormon am Osloer Theater Det Norske Teatret sein Regiedebüt, wofür er erneut beim Heddaprisen ausgezeichnet wurde.
Von 2013 bis 2023 übernahm er die Hauptrolle des Jonas Kvåle in der Comedyserie Side om side, die vom norwegischen Rundfunk Norsk rikskringkasting (NRK) ausgestrahlt wurde. In den Jahren 2013 bis 2015 gehörte er dem Ensemble der Comedysendung Underholdningsavdelingen an. Dort spielte er unter anderem die Rolle des Sherlock Holmes in mehreren Parodien der britischen Serie Sherlock. Magnussen übernahm in der 24-teiligen Weihnachtsserie Schneewelt – eine Weihnachtsgeschichte (Original Snøfall) aus dem Jahr 2016 die Rolle Winter. Im Jahr 2019 stand er gemeinsam mit Calle Hellevang-Larsen in der Theaterinszenierung Calle & Vidar. Sammen igjen, for første gang sammen auf der Bühne. Im selben Jahr spielte er die Hauptrolle in der Serie Magnus – Trolljäger, für die er auch Drehbuchautor fungierte. Die Serie wurde bei den Nordischen Serientagen als „Comedyserie des Jahres“ ausgezeichnet.
Im Februar 2020 wurde er Zweiter der TV-Sendung Maestro, bei der Prominente im Wettbewerb gegeneinander als Dirigenten antraten. Im Jahr 2021 gab er beim Den Norske Opera & Ballett mit der Operette Orpheus in der Unterwelt (Orfeus i underverdenen) sein Debüt als Regisseur im Operettengenre. Im Jahr 2023 übernahm er in Snøfall 2 erneut die Rolle des Winters.

## Filmografie
- 2007–2008: Halvseint (Fernsehserie, 11 Folgen)
- 2011: Buzz Aldrin, wo warst du in all dem Durcheinander
- 2012: Lilyhammer (Fernsehserie, 1 Folge)
- 2014: Kill Billy
- 2015: Wendyeffekten
- 2016: Norsemen (Fernsehserie, 6 Folgen)
- 2016: Schneewelt – eine Weihnachtsgeschichte (Fernsehserie)
- 2018: Presten (Fernsehserie, 2 Folgen)
- seit 2013: Side om Side (Fernsehserie)
- 2013–2016: Underholdnigsavdelingen
- 2019: Magnus – Trolljäger (Fernsehserie)
- 2021: Post Mortem: No One Dies in Skarnes (Fernsehserie, 5 Folgen)
- 2021: Viking Wolf
- 2022: Olsenbanden – Siste skrik!
- 2023: Snøfall 2 (Fortsetzung von Schneewelt – eine Weihnachtsgeschichte)
- 2024: En som meg (Fernsehserie, 1 Folge)
- 2024: Askepote

## Auszeichnungen
- 2010: Komiprisen (Durchbruch des Jahres)
- 2010: Pernillestatuetten[10]
- 2014: Heddaprisen (für Shockheaded Peter)
- 2014: Komiprisen (für Shockheaded Peter)
- 2018: Heddaprisen (Vorstellung des Jahres für The Book of Mormon)